# 王贞仪
王贞仪（1768年—1797年）(乾隆三十三年 一 嘉慶二年)，字德卿，女，原籍安徽天长，生于江苏南京，清朝天文学家。王贞仪通过艰苦努力自学天文学，数学，地理和医学等科目，突破了当时的封建习俗对女性权利的阻碍。她是一位非常聪明的女性，因其在天文学，数学和诗歌方面的贡献而闻名。她也是一位广受赞誉的学者，是“18世纪中国的一位非凡女性”。

## 生平
王贞仪家原籍安徽天长，后迁居江宁（今南京）。她小时候非常喜欢读书，非常聪明。王贞仪的祖父王者辅曾任丰城知县和宣化知府等官职。王者辅热爱读书，藏书丰富，据说有七十五橱。王贞仪的父亲王锡琛因科举不中转而学习医学。她的祖父教她天文学，祖母董氏教她诗词，父亲教她医学，地理和数学。
王者辅因涉及官场风波而迁往吉林，1797年病逝，全家前去吉林奔丧。王贞仪在吉林待了5年，从祖父的藏书中获得了广泛的知识，从当地的一位蒙古将军夫人那里学习了骑射和武术。
16岁时，王贞仪和父亲一起游历，到了陕西，湖北和广东等地，最后回到北京，这段经历开阔了她的视野。18岁时，她通过诗词与江宁的女学者交朋友，并开始专注于天文学和数学的学习，其中大部分都是自学。她将自己的婚事一再推迟，25岁时，她与安徽宣城的詹枚结婚。婚后她因诗词和数学天文学知识而闻名，也教过一些男学生。

### 去世
王贞仪在29岁时去世，没有孩子。。当她知道自己快要死的时候，将作品和手稿送给了最好的朋友，蒯夫人（1763年－1827年），蒯夫人最终将手稿传给了她的侄子钱一吉（1783年－1850年）。他把王的作品整理成册，并称王贞仪为“班昭之后的头号女学者”。

## 家族
祖父王者辅曾在宣化任知府等官职。父亲为学者王锡琛。

## 学术成就
王贞仪在天文学和数学方面表现出色。

### 天文学
她在文章《歲差日至辨疑》中描述了她对天体现象的看法。她能够解释并简单地证明昼夜平分点如何移动，然后如何计算它们的运动。她还撰写了许多其他文章，如《经星辩》以及《月食解》。她评论了星星的数量；太阳，月亮和行星金星，木星，火星，水星和土星的旋转方向；以及描述月食和日食之间的关系。她不仅研究了其他天文学家的研究，而且还能够进行自己独创的研究。
她设计研究月食的一个实验：在花园凉亭里放一个圆桌，当作地球；在天花板横梁上挂着一盏水晶灯，代表太阳；然后在桌子的一侧，有一个圆形镜子作为月亮。根据天文学原理，她将这三个物体移动，就好像它们是太阳，地球和月亮一样。她的发现和观察非常准确，并记录在《月食解》中。

### 数学
在数学领域，王贞仪掌握了三角学并且知道勾股定理（毕达哥拉斯定理）。她写了一篇名为《勾股三角解》的文章，文章里正确地描述了一个三角形以及直角三角形的短边、长边和三角形斜边之间的关系。
她钦佩数学家梅文鼎，用简单的语言改写了梅文鼎的作品。她能够简化乘法和除法，使初学者更容易学习数学。她在24岁时写了一本名为《历算简存》的书。她在学习遇到困难时曾说：“偶有疑义，未尝不废书搁笔，三叹而兴焉。唯以好之既酷，未能弃置。”

## 诗词成就
她的旅行经历以及她的学术研究为她的诗词提供了大量的灵感和素材。她留下了十三卷词，散文，以及为其他作品而写的序言和后记。她的诗词以朴素的语言而闻名。她的诗词包括她对旅行中的经典，历史和经历的理解，以及风景和她认识的平民的生活。她的诗中描绘了平民的艰苦生活，特别是那些劳苦妇女的生活。此外，她还描绘了腐败和富人与穷人生活的极端对比。
学者袁枚评价王贞仪的诗词“俱有奇杰之气，不类女流”。

## 思想
王贞仪信奉男女平等和机会均等。曾写下“始信须眉等巾帼,谁言儿女不英雄”的诗句。她对自己的婚姻非常满意。她认为许多与性别相关的传统价值观并不恰当，例如“讲学问，讲科学时没有女人”，“女人只应该做烹饪和缝纫，不应该为发表文章、研究历史、写诗或写书法而烦恼”等，她认为男人和女人“所有人都有同样的学习理由。”

## 纪念
1994年，國際天文聯會（IAU）行星系统命名工作组以王贞仪的名字命名金星上的陨石坑。
小行星43259 (2000 CK104)以她的名字命名為 Wangzhenyi。

## 部分作品

### 数学
- 《西洋筹算增删》
- 《重订策算证讹》
- 《象数窥余》
- 《术算简存》
- 《筹算易知》
- 《勾股三角解》

### 文学
- 《德风亭诗钞》
- 《德风亭集》

### 天文学
- 《岁差日至辩疑》
- 《盈缩高卑辩》
- 《经星辩》
- 《黄赤二道解》
- 《地圆论》
- 《地球比九重天论》
- 《岁轮定于地心论》
- 《日月五星随天左旋论一、二、三》
- 《月食解》